# Палац Ібрагіма-паші
Палац Ібрагіма-паші (тур. Ibrahim Paşa Sarayı) — будівля на площі Султанахмет у Стамбулі, колишня резиденція Великого візира Османської імперії Паргали Ібрагіма-паші. Пам'ятник османської архітектури XVI століття.

## Історія
Палац побудований на території колишнього іподрому Константинополя у Стамбулі (нині площа Султанахмет). Точної дати початку будівництва не відомо, однак достовірно встановлено, що цей пам'ятник архітектури був побудований на початку XVI століття. З деяких джерел відомо, що в 1521 в будівлі відбувався ремонт. Вхід у палац перебудували у другій половині XVI століття під керівництвом великого архітектора Сінана.
Свою назву палац отримав від проживання в ньому Великого візира Паргали Ібрагіма-паші (1493—1536) — талановитого полководця і дипломата. У 1524 році Ібрагим одружився з сестрою султана Сулеймана Хатідже Султан і після весілля молоде подружжя переїхало до цього палацу.
Після страти Ібрагіма-паші палац перейшов у державну власність, де розташовувались резиденції наступних великих візирів. Надалі приміщення використовували як казарму, посольство, швейні майстерні та в'язницю. Однак у середині XX століття палац був реставрований і з 1938 там розміщуються кращі експонати турецького та ісламського мистецтва.